# Morti nel 1972/Giugno
| Questa pagina contiene informazioni ricavate automaticamente dalle voci biografiche con l'ausilio del template Bio e di un bot. L'aggiornamento è periodico e automatico e ricostruisce completamente la pagina. Se manca una persona in questa lista, sei pregato di non aggiungerla, ma accertati piuttosto che la sua voce biografica contenga il template Bio e che i dati anagrafici siano correttamente compilati. Se il template Bio manca, inseriscilo tu stesso o, in alternativa, metti l'avviso {{tmp\|Bio}} che ne segnala la mancanza. Se i dati riportati sono sbagliati, correggi direttamente la voce biografica; le modifiche saranno visibili in questa lista entro pochi giorni. Per chiarimenti vedi il progetto biografie. La lista contiene solo le 77 persone che sono citate nell'enciclopedia e per le quali è stato implementato correttamente il template Bio. Pagina aggiornata al 3 mar 2024. |

- 1º giugno - Russell Mack, regista statunitense (n. 1892)
- 1º giugno - Fritz Weber, ufficiale e scrittore austriaco (n. 1895)
- 3 giugno - Martin Boyd, scrittore australiano (n. 1893)
- 3 giugno - Orlando Teani, ciclista su strada italiano (n. 1910)
- 5 giugno - Louis Mottiat, ciclista su strada belga (n. 1889)
- 6 giugno - Abraham Adrian Albert, matematico statunitense (n. 1905)
- 6 giugno - Chen Yi, politico e generale cinese (n. 1901)
- 6 giugno - Marcello Morelli, scrittore e presbitero italiano (n. 1886)
- 7 giugno - Andrej Budal, scrittore, giornalista e traduttore sloveno (n. 1889)
- 7 giugno - Umberto Vittorio Cavassa, giornalista italiano (n. 1890)
- 8 giugno - Antoni Kępiński, medico polacco (n. 1918)
- 9 giugno - Rudolf Belling, scultore tedesco (n. 1886)
- 9 giugno - Cees ten Cate, calciatore olandese (n. 1890)
- 9 giugno - Gilberto Parlotti, pilota motociclistico italiano (n. 1940)
- 9 giugno - Robert Pobožný, vescovo cattolico slovacco (n. 1890)
- 10 giugno - Gino Colognesi, scultore e pittore italiano (n. 1899)
- 10 giugno - Josef Hlouch, vescovo cattolico ceco (n. 1902)
- 10 giugno - Salvatore Sanfilippo, politico italiano (n. 1907)
- 11 giugno - Abdelhamid Abdou, calciatore egiziano (n. 1905)
- 11 giugno - Evgenij Babič, hockeista su ghiaccio e calciatore sovietico (n. 1921)
- 11 giugno - Jo Bonnier, pilota automobilistico svedese (n. 1930)
- 12 giugno - Saul Alinsky, attivista e scrittore statunitense (n. 1909)
- 12 giugno - Ludwig von Bertalanffy, biologo austriaco (n. 1901)
- 12 giugno - Alfeo Bertin, traduttore, critico letterario e poeta italiano (n. 1930)
- 12 giugno - Folke Bohlin, velista svedese (n. 1903)
- 12 giugno - Jack Guest, canottiere canadese (n. 1906)
- 12 giugno - Al Koran, illusionista britannico (n. 1917)
- 12 giugno - Edmund Wilson, critico letterario, giornalista e scrittore statunitense (n. 1895)
- 13 giugno - Georg von Békésy, neurofisiologo e biofisico ungherese (n. 1899)
- 13 giugno - Nathan Bor, pugile statunitense (n. 1913)
- 13 giugno - Tito Cesare Canovai, politico e prefetto italiano (n. 1888)
- 13 giugno - Clyde McPhatter, cantante statunitense (n. 1932)
- 13 giugno - Robert Sherbrooke, ammiraglio britannico (n. 1901)
- 14 giugno - Leila Diniz, attrice brasiliana (n. 1945)
- 14 giugno - Glyn Simon, arcivescovo anglicano britannico (n. 1903)
- 15 giugno - Luís Alonso Pérez, allenatore di calcio brasiliano (n. 1922)
- 16 giugno - Elio Ruffo, regista italiano (n. 1921)
- 17 giugno - Jean Brochard, attore francese (n. 1893)
- 17 giugno - Johánnes Gunnarsson, vescovo cattolico islandese (n. 1897)
- 17 giugno - Gale Henry, attrice statunitense (n. 1893)
- 17 giugno - Ellen Schwanneke, attrice tedesca (n. 1906)
- 18 giugno - Friedrich Baethgen, storico tedesco (n. 1890)
- 18 giugno - Enzo Cozzolino, alpinista italiano (n. 1948)
- 18 giugno - Milton Lasell Humason, astronomo statunitense (n. 1891)
- 19 giugno - Giovanni Cultrone, mezzofondista e siepista italiano (n. 1916)
- 19 giugno - Helge Rosvænge, tenore danese (n. 1897)
- 21 giugno - Nihat Bekdik, calciatore turco (n. 1902)
- 21 giugno - Giorgio Sisini, editore e ingegnere italiano (n. 1901)
- 22 giugno - Elton Britt, cantante statunitense (n. 1913)
- 22 giugno - Paul Czinner, regista, scrittore e produttore cinematografico ungherese (n. 1890)
- 22 giugno - Vladimir Durković, calciatore jugoslavo (n. 1937)
- 22 giugno - Sergio Sergi, antropologo italiano (n. 1878)
- 23 giugno - Hans Jenny, medico e naturalista svizzero (n. 1904)
- 23 giugno - Akaki Khorava, attore georgiano (n. 1896)
- 23 giugno - Werner Klingler, regista e attore tedesco (n. 1903)
- 23 giugno - Johannes Hendrik Olav Smit, vescovo cattolico olandese (n. 1883)
- 24 giugno - Charles Gray Catto, aviatore statunitense (n. 1896)
- 24 giugno - Isabelle White, tuffatrice britannica (n. 1894)
- 24 giugno - Alice Pashkus, pedagoga e musicista tedesca (n. 1911)
- 24 giugno - Raymond Priestley, geologo, geografo e esploratore britannico (n. 1886)
- 24 giugno - Pedro Theberge, pallanuotista brasiliano (n. 1908)
- 25 giugno - Nat Fleischer, scrittore e storico statunitense (n. 1887)
- 25 giugno - Ado Kraemer, compositore di scacchi e enologo tedesco (n. 1898)
- 25 giugno - Jean de Breteuil, nobile francese (n. 1949)
- 25 giugno - Attilio Manenti, politico italiano (n. 1921)
- 25 giugno - Günther Simon, attore tedesco (n. 1925)
- 25 giugno - Jan Wils, architetto olandese (n. 1891)
- 26 giugno - Luigi Bianchi D'Espinosa, magistrato e partigiano italiano (n. 1911)
- 26 giugno - David Lichine, ballerino russo (n. 1910)
- 26 giugno - Guy Mitchell, cestista statunitense (n. 1923)
- 27 giugno - Thomy Bourdelle, attore francese (n. 1891)
- 28 giugno - Prasanta Chandra Mahalanobis, statistico e scienziato indiano (n. 1893)
- 29 giugno - Giulio Confalonieri, musicologo, compositore e pianista italiano (n. 1896)
- 29 giugno - Riccardo Gatti, ceramista e scultore italiano (n. 1886)
- 30 giugno - Joe Deakin, mezzofondista britannico (n. 1876)
- 30 giugno - Boby Lapointe, cantante francese (n. 1922)
- 30 giugno - Jurij Vladimirovič Linnik, matematico sovietico (n. 1915)